# Bedotia geayi
Espèce
Statut de conservation UICN

 EN B1ab(i,ii,iii,iv,v) : En danger
Bedotia geayi est une espèce de poissons de la famille des Bedotiidae endémique des cours d'eau de Madagascar.